# Air America
Air America byla americká letecká společnost kontrolovaná CIA.

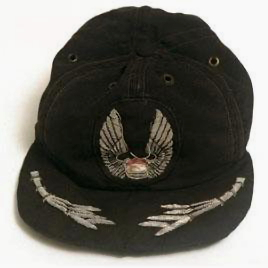
Kšiltovka Air America

## Historie a charakteristika společnosti
Počátky historie Air America sahají těsně za konec druhé světové války, kdy v Číně založili generál Claire L. Chennault a Whiting Willauer společnost Civil Air Transport (CAT). V roce 1950 tuto společnost tajně koupila CIA a CAT dále pokračovala v činnosti jako soukromá letecká společnost.
Veřejná část operací CAT se specializovala na smluvní a charterové lety, ovšem i zde najdeme výjimky – jako třeba pravidelné lety mezi Japonskem a souostrovím Rjúkú. Společnost ovšem navíc poskytovala techniku a personál pro tajné operace. V roce 1958 byla CAT reorganizována a z tohoto procesu se vynořila jako Air America. Tímto způsobem fungovala společnost až do roku 1975, kdy skončily operace v Jihovýchodní Asii. V roce 1976 byla Air America rozpuštěna.
Veřejnost vnímá většinou Air America negativně, hlavně pro její údajné zapojení do drogových operací v Jihovýchodní Asii.[zdroj?]
Na popularizaci tohoto tématu se podílel velkou měrou film Air America z roku 1990, který válečný konflikt v Laosu nepopisuje jako boj s komunismem, ale jako válku opiových gangů.

## Operace CAT a Air America

### Korea
První operací pro CAT byl konflikt v Koreji, kde se angažovala od počátku roku 1951, kdy byl v Saigonu permanentně dislokován jeden letoun Douglas C-47 Skytrain, který sloužil jako transportní podpora. CAT se potom podílela na operaci Booklift, což bylo kódové označení pro velký letecký most z Japonska do Koreje. Kontrakt na účast v této operaci uzavřela CAT přímo s OSN. Během korejského konfliktu bylo realizováno více než 15 000 transportních misí.
Utajovaná část činnosti CAT se v Koreji soustředila zejména na záchranné mise na území nepřítele. Pro tyto účely byla vytvořena síť agentů pomáhajících sestřeleným pilotům. Zásobování těchto agentů zajišťovala CAT, která taktéž zajišťovala výsadky gerilových bojovníků provádějících sabotáže.
Když se zvýšil objem čínské podpory, Američané začali silně podporovat zbytky čínské nacionalistické armády v Barmě. Zásobování opět zajišťovala CAT a to včetně shazování zásob a výsadků na čínském území. Výsadková část operace byla neúspěšná – polovina agentů byla zabita a druhá polovina zajata.

### Francouzská Indočína
Zajímavou operací pro piloty CAT byl letecký most pro francouzské síly v Indočíně. Francouzi požádali o pomoc s transportem těžké vojenské techniky. Americká strana váhala otevřeným zapojením svých vojenských sil do konfliktu a posléze bylo rozhodnuto zapojit společnost CAT.
Operace měla krycí název Squaw a začala v květnu 1953 krátkým přeškolením na letadla Fairchild C-119, přeznačením letadel francouzskými výsostnými znaky a odletem na základnu Gia Lam. Z této základny CAT podporovala francouzské jednotky obklíčené komunistickými povstalci. CAT se také podílela na podpoře operací u Dien Bien Phu. Tato operace měla kódové označení Squaw II. Právě za účast v této operaci vyznamenala francouzská vláda sedm pilotů CAT nejvyšším francouzským vyznamenáním – rytíř Řádu čestné legie.
CAT pokračovala ve spolupráci s francouzskými jednotkami až do konce roku 1954 a zajišťovala zásobování potravinami a municí.

### Tibet
Po čínské invazi do Tibetu požádali vůdci odporu o pomoc americkou vládu a prezident Eisenhower schválil tajnou pomoc zajišťovanou CIA. Odpůrci čínského režimu byli zásobováni letecky – operace měla krycí název STBarnum. V roce 1957 začaly výsadky tibetských bojovníků vycvičených v zahraničí. K těmto účelům byla využita speciálně upravená létající pevnost. Operační kariéra letounu trvala asi jeden měsíc a skončila v prosinci 1957, kdy byla B-17 nahrazena typem Douglas C-118 Liftmaster.
Po útěku Dalajlámy CAT pokračovala v zásobování Tibeťanů bojujících proti čínské armádě. Prezident Eisenhower autorizoval další rozšíření operace STBarnum a vzdušný most začal využívat i 20 letounů Lockheed C-130. Vzhledem k napětí mezi Indií a Pákistánem byla základna pro operace v Tibetu přesunuta do Takhli v Thajsku.
Operace v Tibetu skončily krátce po sestřelení letounu U-2 Francise Powerse nedaleko Sverdlovska. Letounům CIA bylo nařízeno nenarušovat vzdušný prostor cizích států. 14 000 Tibeťanů závislých na zásobování bylo odkázáno samo na sebe. Vzdušné zásobování bylo obnoveno v roce 1961 a pokračovalo pravděpodobně až do roku 1962. Prezident Kennedy také do programu pomoci zapojil Indii.
V této oblasti se společnost Air America podílela zejména na zásobování indických horalů zbraněmi během čínské invaze do Indie v roce 1962. Spolupráce potom pokračovala až do vypuknutí války mezi Indií a Pákistánem v roce 1971.

### Guatemala
CAT se podílela i na operacích proti levicovému režimu v Guatemale. Operace, které opět spočívaly v zásobování rebelů a diverzních akcích, pokračovaly až do roku 1954, kdy byl levicový prezident Jacobo Árbenz Guzmán nahrazen pro Spojené státy přijatelným kandidátem, plukovníkem Castillem Armasem.

### Laos
CAT pracovala v Laosu prakticky od svého založení, nicméně permanentní přítomnost letadel C-47 se datuje od poloviny roku 1957. Letoun se tehdy účastnil několika humanitárních misí a po útoku severního Vietnamu na Laos přibral mezi přepravované položky i zbraně a americké vojenské experty. Pro transport v Laosu bylo mimořádně důležité zavedení typů STOL a VTOL (Short/Vertical Take off and Landing).

#### Humanitární pomoc
Shazování humanitární pomoci v Laosu bylo pečlivě naplánováno. Po naložení nákladu se letoun vydal k primární DZ (Drop Zone). Piloti měli k dispozici minimálně jednu až dvě rezervní DZ pro případ špatného počasí. Když letadlo dorazilo nad DZ, lidé na zemi seskládali písmeno vybrané pro daný den, aby posádka věděla, že shazuje náklad do správných rukou. Pilot potom zavedl letadlo do výšky přibližně 280 metrů a pak proběhl vlastní shoz – dva členové posádky bednu vystrkali nákladovými dveřmi z letadla.

#### Podpora vojenských jednotek
Air America se v Laosu podílela i na programech pro pomoc válečným uprchlíkům včetně jejich evakuace z ohrožených oblastí a zajišťovala pravidelné lety mezi jednotlivými přistávacími plochami (tzv. Milk runs). Navíc zde prováděla převozy zraněných vojáků a civilistů (Med-evac). Další částí operace byly mise SAR, kdy piloti Air America pátrali po sestřelených či havarovaných letadlech a jejich posádkách. V roce 1964 se tato činnost rozšířila o operace na záchranu amerických pilotů sestřelených při operacích nad severním Laosem. Operace v Laosu skončily v polovině roku 1974.
Vojenská pomoc se zaměřovala především na zásobování a podporu prozápadních vojenských a paravojenských jednotek na území Laosu. Počátky této podpory sahají do roku 1959, kdy do Laosu vpadly vietnamské vojenské jednotky. Tato podpora se později vztahovala i na Military Assistance and Advisory Group (MAAG), což byly americké týmy pracující na výcviku a pomoci pro místní armádu. Pro CIA v Laosu prováděla společnost výsadky a zásobování výzvědných týmů na území severního Laosu, Číny a Severního Vietnamu, fotografické lety a speciální lety zajišťující přenosy senzorových dat z Hočiminovy stezky (projekt HARP).
Asi nejobtížnější misí pro Air America byl let do Vinh, kde mělo být instalováno odposlouchávací zařízení na hlavní telefonní linky vedoucí z Hanoje na jih. Mise byla po několika neúspěších úspěšně splněna v noci ze 6. na 7. prosince 1972. Provedly ji dvě helikoptéry Hughes 500P.

#### Bojové nasazení
Piloti Air America se účastnili i přímých bojových operací. První byla operace Mill Pond, která spočívala v bombardování pozic na severu Laosu. Zajímavostí této operace je, že se jednalo o poslední letecký úder řízený CIA, pak tato pravomoc přešla pod ministerstvo obrany.
Personál společnosti také pracoval pod hlavičkou Královského laoského letectva, (RLAF) kde používali bojové letouny T-28 Trojan a létali zejména útočné mise proti severovietnamským pozicím. Tato operace měla krycí název Water Pump a byla velmi úspěšná.
Piloti též létali s letouny zajišťujícími předsunutou letovou kontrolu v bojových oblastech. K tomuto účelu byla používána letadla RLAF nebo stroje Air America. Dále létali s letouny zajišťujícími komunikační kanály mezi bojovými jednotkami a operačním centrem (Airborne Battlefield Command or Control Center – ABCCC). K těmto letům byly používány letouny C-47 nebo C-130.